# Voitures Helvetia
Die Compagnie des Voitures Électriques Helvetia war ein französischer Hersteller von Automobilen.

## Unternehmensgeschichte
Der Schweizer Jacques Fischer-Hinnen gründete 1898 das Unternehmen in Combs-la-Ville. Im Juli 1899 begann die Produktion von Automobilen. Der Markenname lautete Helvetia. Es bestand eine Verbindung zu František Křižík, elektrotechnický závod aus Prag. 1900 endete die Produktion. Die Stückzahl blieb gering.

## Fahrzeuge
Das einzige Modell war ein Elektroauto. Zur Wahl standen die Karosserieformen Cab und Victoria. Die Fahrzeuge wurden auch als Taxi eingesetzt.